# Lucio Corsi
Lucio Corsi (Grosseto, 15 ottobre 1993) è un cantautore italiano.
Ha raggiunto la notorietà nazionale nel 2025 in seguito alla partecipazione al 75º Festival di Sanremo con il brano Volevo essere un duro, classificandosi secondo e vincendo il Premio della Critica "Mia Martini". Con il medesimo brano è stato selezionato per rappresentare l'Italia alla 69ª edizione dell'Eurovision Song Contest, in cui si è classificato al quinto posto.

## Biografia

### Infanzia ed esordi
Nato a Grosseto nel 1993, è cresciuto nelle campagne di Vetulonia, vicino alla località di Macchiascandona, dove la famiglia gestisce un ristorante. La madre, Nicoletta Rabiti, oltre a lavorare nel ristorante è pittrice amatoriale, mentre il padre, Marco Corsi, ha svolto vari lavori, tra cui operatore per la Rai, muratore e artigiano del cuoio.
Si è appassionato alla musica guardando The Blues Brothers da bambino e componendo i suoi primi brani sin da giovanissimo, iniziando a esibirsi nei locali e nelle piazze della propria città natale dal 2011. Inizialmente influenzato dallo sperimentalismo dei Genesis di Peter Gabriel, ha composto brani strumentali di rock progressivo, per poi orientarsi verso un cantautorato che ha visto tra i suoi modelli Flavio Giurato e Ivan Graziani. Dopo aver conseguito la maturità al liceo scientifico "Guglielmo Marconi" di Grosseto, si è trasferito a Milano con l'obiettivo di intraprendere la carriera musicale, stabilendosi prima sul Naviglio Pavese, poi in via Ripamonti e infine a Niguarda.

### 2013-2016: debutto conVetulonia DakareAltalena Boy
Nel primo anno a Milano ha composto e si è esibito principalmente con il duo Miaosatelliti, insieme all'artista anglo-italiano Frederikk, già sotto l'etichetta discografica veronese Marjucha Sound.
Il 29 aprile 2014 ha pubblicato il suo primo EP contenente cinque tracce dal titolo Vetulonia Dakar. Il 7 giugno dello stesso anno si è esibito al MI AMI Festival con il brano Le api, mentre il 17 agosto ha aperto il concerto degli Stadio nella serata finale del Festambiente. In questo periodo fa la conoscenza di Federico Dragogna dei Ministri, con cui ha prodotto il secondo EP Altalena Boy, e del collaboratore di Brunori Sas, Matteo Zanobini, che lo ha introdotto alla Picicca Dischi.
Il primo album dal titolo Altalena Boy/Vetulonia Dakar ha raccolto i due EP pubblicati ed è uscito il 16 gennaio 2015 per Picicca Dischi, distribuito dall'etichetta Sony Music, ottenendo un buon riscontro dalla critica; apprezzato per il suo stile glam e i testi surreali, è accostato per riferimenti e immaginario ad artisti quali David Bowie, Renato Zero, Lou Reed e Tim Burton.
Nel 2016 ha partecipato al progetto Kahbum, realizzando il brano Il cuore va nell'organico insieme a Margherita Vicario.

### 2017-2018:Bestiario musicalee i primi tour
Il 27 gennaio 2017 è uscito sempre per Picicca Dischi il suo primo album in studio, Bestiario musicale, un concept album a tema favolistico che contiene otto tracce dedicate ciascuna a un animale della Maremma. Nel corso del 2017 apre i concerti dei Baustelle e di Brunori Sas nei rispettivi tour teatrali, stringendo un rapporto di amicizia con Francesco Bianconi. Insieme a questi viene scelto come modello da Gucci per la campagna Cruise 2018, sfilando il 29 maggio a Palazzo Pitti a Firenze e prendendo parte in autunno al progetto romano Roman Rhapsody, curato dal direttore creativo Alessandro Michele con il fotografo Mick Rock.
È tra gli otto finalisti della ventottesima edizione del concorso Musicultura e si è esibito all'Arena Sferisterio di Macerata il 23 giugno 2017 con il brano Altalena Boy; sempre nello stesso anno ha ricevuto il premio MEI miglior artista emergente al MEI speciale Millennials al Monk di Roma. Il 19 e il 21 ottobre 2018 prende parte insieme a Margherita Vicario, Nicolò Carnesi, Dimartino e Fabrizio Cammarata alle due date di When Mediterranean Meets the Gulf. Words and Notes ad Abu Dhabi e Al Kuwait, evento musicale supportato dall'ambasciata d'Italia e dal Ministero degli affari esteri e della cooperazione internazionale.

### 2019-2023:Cosa faremo da grandi?eLa gente che sogna

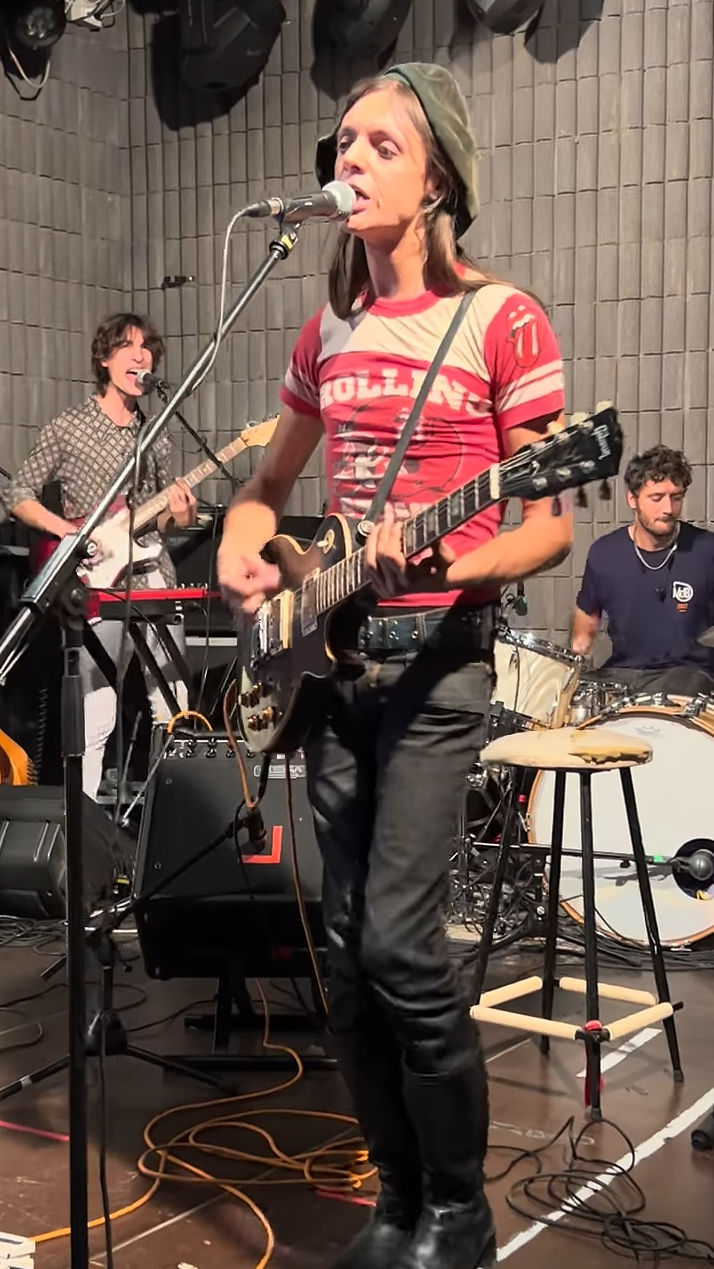
Lucio Corsi durante un soundcheck al Musica da Bere, 6 ottobre 2023

Nel 2019 ha firmato per la Sugar Music e il 25 ottobre ha pubblicato il suo nuovo singolo Cosa faremo da grandi?, che ha anticipato e dato il titolo al secondo album. Il secondo singolo Freccia Bianca è stato pubblicato il 9 gennaio 2020; pochi giorni dopo, il 17 gennaio, è uscito l'album Cosa faremo da grandi?, prodotto da Francesco Bianconi e Antonio Cupertino. Insieme al regista Tommaso Ottomano ha realizzato un cortometraggio di accompagnamento all'album da cui sono estratti anche i videoclip dei singoli.
Dal 21 ottobre all'11 novembre 2020 è stato ospite fisso insieme alla sua band, composta da Antonio Cupertino, Marco Ronconi, Iacopo Nieri, Giulio Grillo, Filippo e Michelangelo Scandroglio, del programma televisivo L'assedio, condotto da Daria Bignardi su Nove. Il 27 agosto 2021, dopo essersi esibito al Tenco Ascolta a Piombino, è stato selezionato per esibirsi in concorso al Premio Tenco come uno dei più giovani partecipanti della rassegna.
Il 21 aprile 2023 è stato pubblicato il suo terzo album La gente che sogna, a cui è seguito un tour estivo partito da Perugia. Il 17 giugno dello stesso anno ha aperto il concerto degli Who in occasione del Firenze Rocks. A ottobre, dopo il successo riscontrato nelle date estive comincia il tour invernale da Brescia, dove si è esibito e premiato con la targa Musica da bere nel corso dell'omonima manifestazione. Nello stesso mese ha ricevuto la targa MEI al miglior artista indipendente dell'anno al Meeting delle etichette indipendenti di Faenza.

### 2024-presente:Volevo essere un duroe Festival di Sanremo 2025

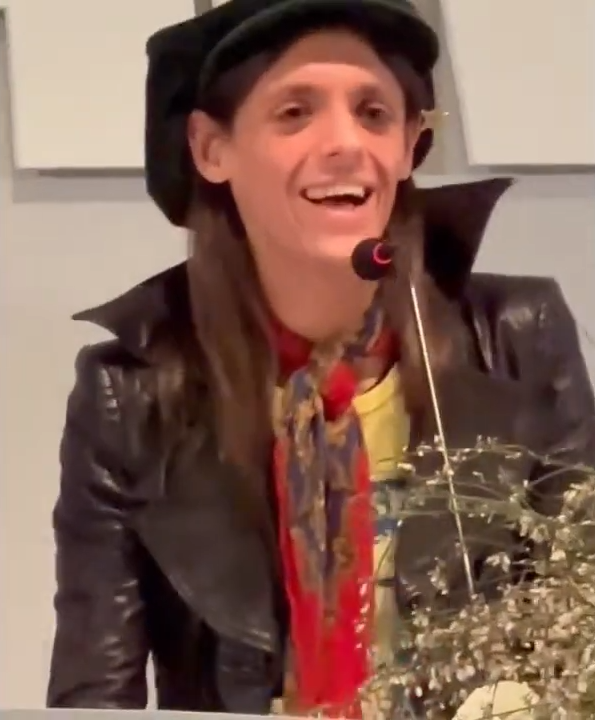
Lucio Corsi durante una conferenza stampa al Festival di Sanremo nel febbraio 2025

Il 13 novembre 2024 ha pubblicato il singolo Tu sei il mattino, brano compreso nella colonna sonora della terza stagione della serie Vita da Carlo di Carlo Verdone, dove il cantante è apparso come guest star nel ruolo di se stesso.
Nel febbraio del 2025 ha partecipato per la prima volta in gara al 75º Festival di Sanremo con il brano Volevo essere un duro, che ha poi raggiunto la terza posizione della classifica Top Singoli e in seguito è stato certificato disco di platino. Il 14 febbraio, nella quarta serata dedicata alle cover, ha cantato insieme a Topo Gigio (che in tale occasione è diventato il primo personaggio non umano a partecipare a Sanremo come cantante in gara) il celebre brano Nel blu, dipinto di blu di Domenico Modugno, arrivando secondo nella classifica delle cover. L'artista ha poi concluso la manifestazione al secondo posto in classifica, dietro a Balorda nostalgia di Olly, si è aggiudicato il Premio della Critica "Mia Martini".

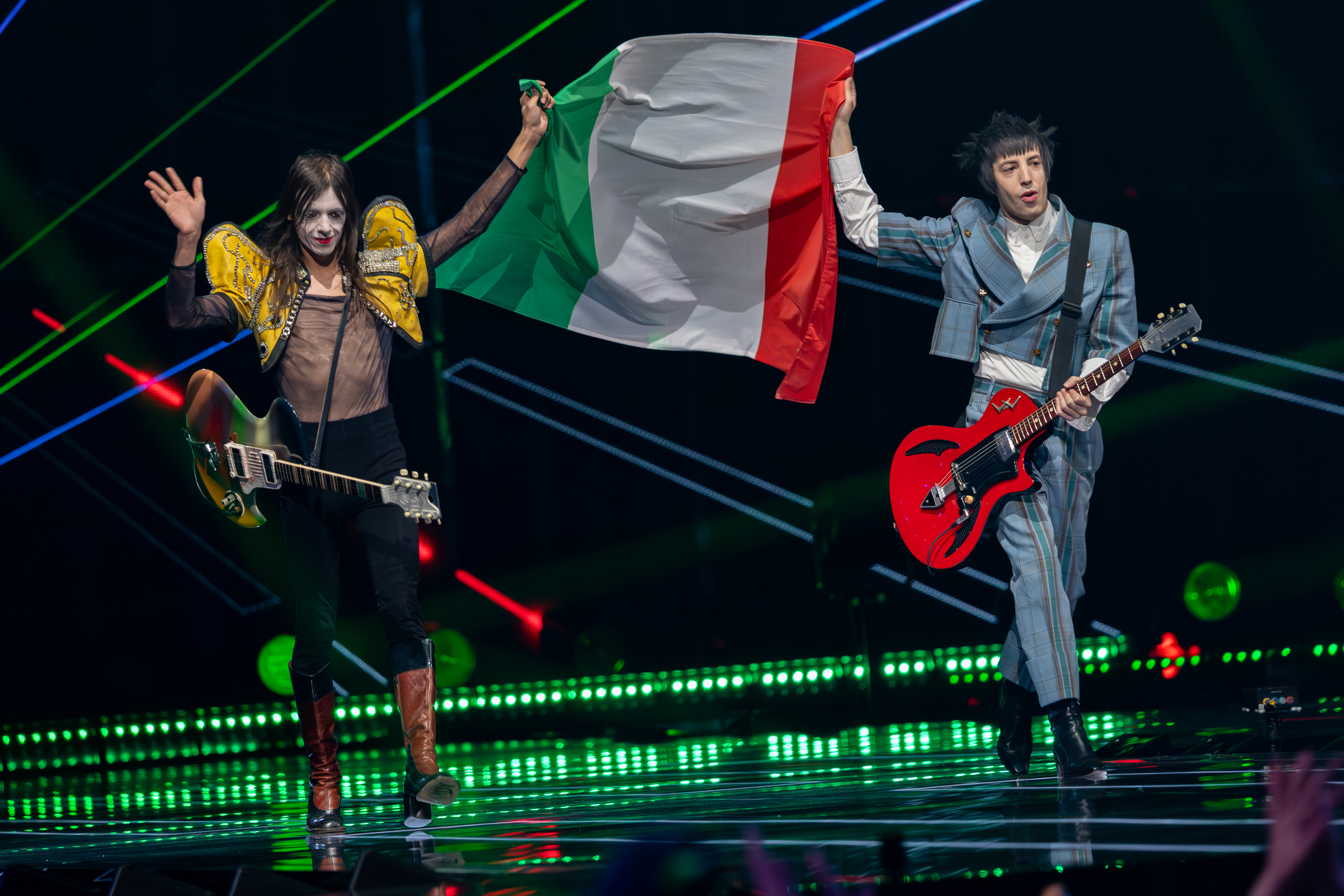
Lucio Corsi e Tommaso Ottomano sventolano la bandiera italiana durante la sfilata delle nazioni sul palco dell'Eurovision Song Contest 2025

Dopo la rinuncia di Olly alla partecipazione alla 69ª edizione dell'Eurovision Song Contest, la quale spetta di diritto al vincitore del Festival, il 22 febbraio seguente la Rai ha scelto ufficialmente Corsi come rappresentante nazionale per la manifestazione europea. Il 21 marzo, invece, Corsi ha pubblicato il suo quarto album in studio, Volevo essere un duro, che ha poi raggiunto la vetta della Classifica FIMI Album e in seguito è stato certificato disco d'oro. Infine, il 17 maggio, durante la finale dell'Eurovision Song Contest a Basilea, l'artista si è classificato al quinto posto su 26 partecipanti, registrando in tutto 256 punti (di cui 159 dalle giurie nazionali e 97 dal televoto).
Il 6 giugno 2025 ha pubblicato il singolo Situazione complicata. Successivamente ha prestato la sua voce all'ambasciatore Tegmen nel film d'animazione della Disney Elio. A luglio si è aggiudicato la Targa Tenco sia nella categoria "Miglior canzone" che in quella come "Miglior album", rispettivamente, per il singolo e l'album Volevo essere un duro.

## Discografia

### Album in studio
- 2017 – Bestiario musicale
- 2020 – Cosa faremo da grandi?
- 2023 – La gente che sogna
- 2025 – Volevo essere un duro

### Raccolte
- 2015 – Altalena Boy/Vetulonia Dakar

## Tournée

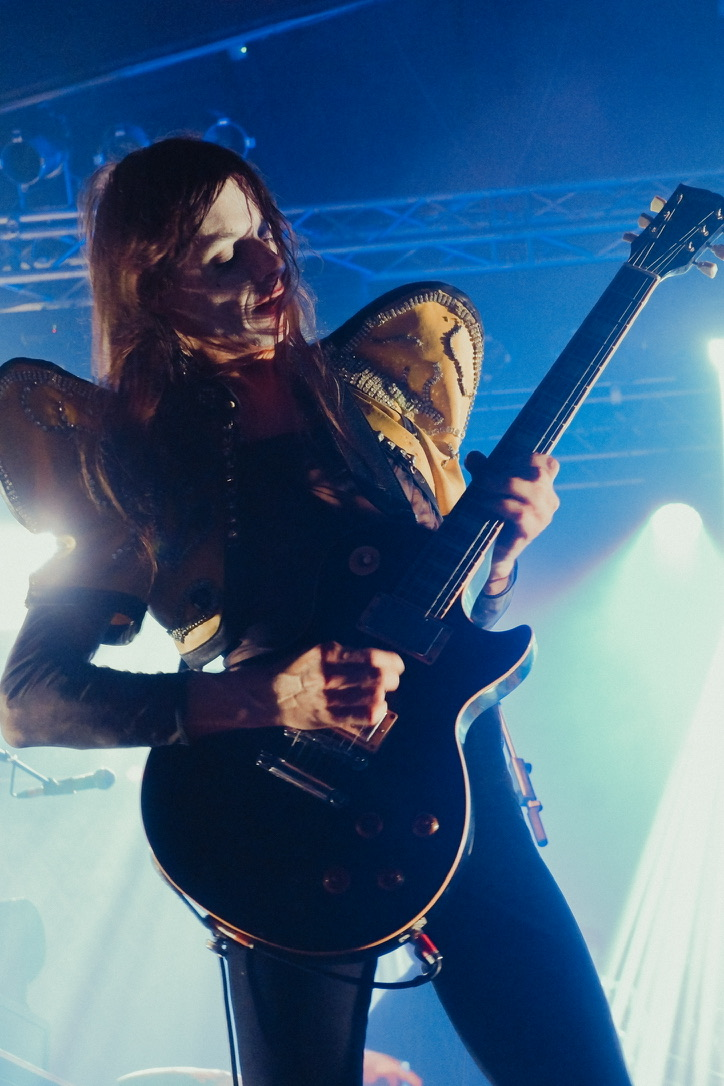
Lucio Corsi in concerto all'Estragon di Bologna

- 2020 – Cosa faremo da grandi?
- 2021 – Lucio Corsi tour 2021
- 2023 – Lucio Corsi tour 2023
- 2024 – Lucio Corsi tour 2024
- 2025 – Lucio Corsi tour 2025

## Partecipazioni a manifestazioni canore
- Eurovision Song Contest (Eurovisione)
  - 2025 – 5º posto con Volevo essere un duro
- Festival di Sanremo (Rai 1)
  - 2025 – 2º posto sezione "Campioni" con Volevo essere un duro

## Programmi televisivi
- L'assedio (Nove, 2020)

## Filmografia

### Attore
- Vita da Carlo – serie TV, 4 episodi (Prime Video, 2024)

### Doppiatore
- Ambasciatore Tegmen in Elio

## Riconoscimenti
- Festival di Sanremo
  - 2025 – Premio della Critica del Festival della Canzone Italiana Mia Martini per Volevo essere un duro[4]
- MEI Speciale Millennials al Monk
  - 2017 – Premio MEI al miglior artista emergente[35]
- Meeting delle etichette indipendenti
  - 2023 – Targa MEI al miglior artista indipendente dell'anno[50]
- Musica da bere
  - 2023 – Targa Musica da bere[49]
- Videoclip Italia Awards
  - 2024 – Migliori effetti visivi per Radio Mayday[69]
  - 2024 – Candidatura al miglior videoclip indie per Radio Mayday[69]
  - 2024 – Candidatura al miglior montaggio per Radio Mayday[69]
- Targa Tenco
  - 2025 – Miglior canzone per Volevo essere un duro[68]
  - 2025 – Miglior album per Volevo essere un duro[68]